# Basilius Christian Bernhard Wiedeburg
Basilius Christian Bernhard Wiedeburg, auch Basilius Christian Bernhard Wideburg, (* 14. September 1722 in Jena; † 1. Juli 1758 ebenda) war ein deutscher Mathematiker und Astronom.

## Leben
Wiedeburg war der Sohn des Jenaer Mathematikprofessors Johann Bernhard Wiedeburg (1687–1766). In seiner Jugend wurde er durch Privatlehrer ausgebildet und bezog 1737 die Universität Jena. Hier wurden neben seinem Vater, Friedrich Andreas Hallbauer (1692–1750), Johann Jacob Syrbius, Johann Peter Reusch (1691–1758), Gottlieb Stolle (1673–1744) und Hermann Friedrich Teichmeyer seine Lehrer. Am 22. September 1742 erwarb er sich den akademischen Grad eines Magisters der Philosophie und beteiligte sich danach am Disputationsbetrieb der Hochschule.
Am 28. April 1746 wurde er Adjunkt der philosophischen Fakultät, welche Aufgabe er mit der Abhandlung De parallaxis orbis annui übernahm. Am 22. Mai 1751 erhielt er die Stelle eines außerordentlichen Professors der Mathematik an der Salana und wurde am 17. Mai 1755 ordentlicher substituierter Professor für Mathematik. Wiedeburg war seit 1740 Mitglied der Teutschen Gesellschaft in Jena, als deren Sekretär er ab 1753 wirkte. Als solcher hatte er sich besondere Verdienste um die Hebung und Beschreibung der Jenaer Liederhandschrift aus dem 14. Jahrhundert erworben.
Wiedeburg heiratete am 3. Mai 1756 in Jena mit Dorothea Elisabeth Sophia Hamberger (1730–1775), der Tochter des Mediziners Georg Erhard Hamberger.

## Werke (Auswahl)
- De Stellis Mvtabilibvs Ea In Specie Qvae In Collo Ceti Haeret Disqvisitio. Jena 1732 (Präs. Johann Bernhard Wiedeburg), (online)
- Erweis, es sey eben so gewiß noch nicht, daß die Planeten und ähnliche Geschöpfe ernähren. Jena 1740.
- De Extensione atque Extensis disquisitio Philosophia. Jena 1742 (Resp. Johann Bernhard Oldendorp), (online)
- Specimen acadademicum quaestionem sistens, utrum Oratores et Poetae fiant an nascantur. Jena 1744 (online)
- Einleitung zur Astrognosie, nach den Homannischen Himmels-Charten zum Gebrauch, seiner Zuhörer herausgegeben. Jena 1745 (online)
- In Hypothesin Abbatis de Brancas qua Fixas a sole Illumnari defendere Ausus est Epicrisis. Jena 1747 (online)
- Commentatio de parallaxi Orbis annui. Jena 1747 (online)
- Astronomische Betrachtung der grossen Finsterniss, welche sich an der Sonne den 25 Jul. des 1748sten Jahres ereignen wird. Jena 1748.
- Einleitung zur Teutschen Wohlredenheit und Beredsamkeit; zum Gebrauch seiner Zuhörer herausgegeben. Jena 1748.
- Dissertatio optica de propagatione luminis, quam Adnuente divina gratia superiorum indultu. Jena 1749 (online)
- Abhandlung von den mathematischen Verhältnissen und ihrer Gröse. Jena 1750 (online)
- Novissimos Celeb. Abbatis de La Caille conatus in investiganda Praesertim Parallaxi Lunari praedicat. Jena 1751 (online)
- Von dem Durchgange des Merkurs durch die Sonne im Jahr 1753. Jena 1753 (online)
- Ausführliche Nachricht von einigen alten teutschen poetischen Manuscripten, aus dem dreyzehnten und vierzehnden Jahrhunderte, welche in der Jenaischen akademischen Bibliothek aufbehalten werden. Jena 1754 (online)
- Grammatikalische Anmerkungen über die Teutsche Sprache. Jena 1754.
- Erläuterungen und Anmerkungen zu der vermischten Mathematik; nach Wolfs Auszug aus den Anfangsgründen aller mathematischen Wissenschaften. Jena, 1755–1757; 2. Bde.
- Nachricht von den Feyerlichkeiten, mit welchen das Andenken der vor 200 Jahren erfolgten Einweihung der Jenaischen Universität begangen worden. Jena 1758.
- Grammatikalische Anmerkungen über die Teutsche Sprache. In: Schriften der Teutschen Gesellschaft zu Jena. 1754, S. 360–384.
- Kurzgefasste practische Mathematic ... . Jena 1761.